# Приборкувачі велосипедів
«Приборкувачі велосипедів» (ест. Jalgrattataltsutajad) — ліричний комедійний фільм режисера Юлія Куна, поставлена на кіностудії Талліннфільм у 1963 році.

## Сюжет
Роберт Алас і Лео Валік після закінчення навчання приїжджають за розподілом на нове місце роботи. Роберт — до школи, а Лео — в зоопарк. Будинок для молодих фахівців буде побудований тільки в наступному році, тому на перше час один знайшов притулок у кабінеті директора школи, а другий по сусідству з левами.
Їх першою знайомої стає Рита Лаур — винахідник-ентузіаст, що придумала нову модель велосипеда. Роберт, непоганий велогонщик, переможець багатьох гонок у рідному Тарту, зацікавився винаходом Ріти. За дівчиною доглядає чемпіон республіки Карл Глейзер і між молодими людьми виникає неминуче суперництво.
Для участі в гонці Таллінн-Рига, команда велозаводу виставила обох спортсменів. На новий велосипед Рити, охочих не знайшлося і свою допомогу пропонує Лео. Рита впевнена в тому, що він теж велосипедист, хоча насправді — він майстер спорту з шахів.
У гонці поза конкурсом повинен виступити Георг Сібуль — ветеран велоспорту, але під його ім'ям на старт вийшов Лео. Для Ріти це була єдина можливість випробувати в справі свій винахід. Сів вперше за кермо кілька днів тому, талановитий новачок продемонстрував чудеса їзди майстра і за підсумками першого дня змагань вийшов у лідери.
Під час відпочинку, в таборі спортсменів з'являється розлючений Сібуль, бажаючи помститися самозванцю. Лео ховається від переслідувача і потрапляє на свиноферму, де допомагає молодому зоотехнікові Інге прийняти приплід у породистої свиноматки.
На наступний ранок, переодягнувшись у майку під номером двадцять три, гонку змушена продовжити сама Рита. На одному з поворотів потрапляють у завал обидва лідери — Роберт і Карл. Рита, подумавши, віддає свій велосипед Карлу і залишається наодинці з Робертом.

## У ролях
- Людмила Гурченко — Рита Лаур, винахідник
- Олег Борисов — Лео Валік, молодий ветеринар
- Едуардс Павулс — Роберт Алас, молодий учитель
- Рейно Арен[ru] — Карл Глейзер, чемпіон
- Сергій Мартінсон — Георг Сібуль, старий гонщик
- Рина Зелена — Аста Сібуль, його дружина
- Олексій Смирнов — директор велозаводу
- Хуго Лаур — вахтер серпня
- Ельвіра Лоссман — свинарка Інга
- Ейнар Коппель — комендант зоопарку
- Олга Крумін — директор школи
- Григорій Шпігель — автор
- Олександр Беніамінов — режисер

В епізодах:
- Олег Сапожнін — суддя велогонки
- Владлен Паулус — велогонщик
- Улдіс Пуцітіс — міліціонер

## Знімальна група
- Автори сценарію:
  - Юлій Кун[ru]
  - Юрій Озеров[en]
  - Микола Ердман
- Режисер-постановник: Юлій Кун
- Оператор-постановник: Едгар Штирцкобер
- Композитор: Модест Табачніков
- Виконавець пісень:
- Текст пісень: В. Лівшиць, М. Львівський
- Художник-постановник: Халья Клаар
- Художник-постановник мультіплікації: В. Рябчиков
- Режисер: І. Краулітіс
- Оператор: Х. Роозіпуу
- Звукооператор: Х. Ляянеметс
- Диригент: В. Старостін
- Художник-декоратор: О. курга
- Художник по костюмах: Ю. Майсаар
- Художник-гример: Е. Каллік
- Монтаж: А. Лоотус, В. Сірель
- Редактор: Г. Скульський
- Комбіновані зйомки:
  - Оператор: Х. Мартінсон
  - Художник: Х. Рехе
- Асистент режисера: М. Оясоон
- Асистенти оператора: І. Ветс, А. Добровольський
- Директор: К. Муст, Р. Фельдт